# علی چنگیزی
علی چنگیزی (متولد ۱۴ مهر ۱۳۵۶ در آبادان) نویسنده و منتقد ایرانی و متولد آبادان است که پس از آغاز جنگ ایران و عراق به همراه خانواده به کرمان مهاجرت کرد. زندگی در کرمان و آب و هوای کویری، تأثیر بسیاری بر نوشته‌های او گذاشته‌است.

## زندگی و تحصیلات
او که دانش آموخته دکتری مدیریت دولتی گرایش خط‌مشی گذاری عمومی از دانشگاه آزاد واحد تهران جنوب است، کارشناسی خود را در در رشته شیمی محض دانشگاه شهید باهنر کرمان، و کارشناسی ارشد خود را در رشته شیمی آلی در دانشگاه آزاد واحد یزد خوانده‌است. او همچنین در مقطع کارشناسی ارشد مدیریت دولتی گرایش منابع انسانی در پردیس فارابی دانشگاه تهران تحصیل کرده‌است.
علی چنگیزی در تهران ساکن است.

## کارنامه ادبی
اولین داستان کوتاه او با نام «باران در یک روز گرم» در ماهنامه آزما به انتخاب گیتا گرکانی منتشر شد. پس از شرکت در کارگاه داستان‌نویسی محمد بهارلو داستان‌های دیگری از او در مجلات مختلف منتشر شد. از جلمه داستان کوتاه «خیابان یک طرفه» به انتخاب محمد بهارلو در مجله گلستانه.
اولین کتاب او «پرسه زیر درختان تاغ» نام دارد که نشر ثالث آن را در سال ۱۳۸۸ چاپ کرد، چاپ دوم این کتاب توسط نشر چشمه و در سال ۱۳۹۲ منتشر شده‌است. «پرسه زیر درختان تاغ» کاندیدای جوایز مختلفی شده‌است، از جمله کاندیدای بهترین رمان اول جایزه هوشنگ گلشیری، کاندیدای جایزه گام اول، کاندیدای کتاب فصل، کاندیدای بهترین رمان فارسی دهه هشتاد (ویژه نویسندگان زیر چهل و پنج سال). 
دومین کتاب او «پنجاه درجه بالای صفر» را نشر چشمه در سال ۱۳۹۰ به بازار عرضه کرد. این رمان در جایزه ادبی هفت اقلیم شایسته تقدیر شناخته شد. مجموعه داستان «کاج‌های مورب» اولین مجموعه داستان او است که در سال ۱۳۹۱ توسط نشر چشمه منتشر شد. این مجموعه داستان برنده سیزدهمین دوره جایزه هوشنگ گلشیری شده‌است، همچنین این مجموعه در نظرسنجی مجله تجربه به عنوان بهترین مجموعه داستان سال انتخاب شد. «بزهایی از بلور» دومین مجموعه داستان او در سال ۱۳۹۳ منتشر شد که کاندیدای بهترین مجموعه داستان در هشتمین دوره جایزه جلال آل احمد شد.
از او داستان‌های کوتاهی در مجلات مختلف به چاپ رسیده‌است. «رو به غرب» در مجله هفت، این که نارنجک نیست در روزنامه فرهیختگان، صلات ظهر در همشهری داستان.
همچنین داستان کوتاه «مرمت» او در سال ۱۳۸۷ برگزیده دوم جایزه ادبی اصفهان شده‌است.
آدوری‌ها، قسمت سوم از سه‌گانه کویری علی چنگیزی، توسط نشر چشمه در سال ۱۳۹۶ منتشر شد. او در دهمین دوره جایزه ادبی جلال آل احمد داور بخش رمان و داستان بلند و در یازدهمین دوره این جایزه داور بخش مجموعه داستان بود و در سیزدهمین دوره جایزه جلال آل احمد یکی از اعضای هیئت علمی بود.
فيلم «لونه شغال» نوشته و ساخته رضا دادویی و با بازی نیما رئیسی، علی عمرانی، با استفاده از طرحی از علی چنگیزی در سال ۱۳۹۸ ساخته و از شبکه‌های مختلف صدا و سیما پخش شد.
مجموعه داستان همیشه راهی برای رفتن هست٬ در ۱۴۰۳ راهی بازار کتاب شد. این سومین مجموعه داستان این نویسنده است.